# Memorial Van Damme 2016
Il Memorial Van Damme 2016 è stata la 40ª edizione dell'omonimo meeting, annuale competizione di atletica leggera ed ha avuto luogo allo Stadio Re Baldovino di Bruxelles, l'8 e il 9 settembre 2016. Il meeting è stato inoltre anche la tappa finale della Diamond League 2016.

## Programma[1]

### Giorno 1
| # | Orario | Specialità     |
| - | ------ | -------------- |
| 1 | 17:00  | Getto del peso |

### Giorno 2
| # | Orario | Specialità         |
| - | ------ | ------------------ |
| 1 | 18:50  | Lancio del disco   |
| 2 | 19:45  | Salto in alto      |
| 3 | 20:33  | 110 metri ostacoli |
| 4 | 20:45  | Salto in lungo     |
| 5 | 21:12  | 1500 metri         |
| 6 | 21:23  | 200 metri          |
| 7 | 21:30  | 3000 metri siepi   |
| 8 | 21:45  | 800 metri          |
| 9 | 21:55  | 400 metri          |

| # | Orario | Specialità             |
| - | ------ | ---------------------- |
| 1 | 17:30  | Lancio del giavellotto |
| 2 | 19:08  | Salto triplo           |
| 3 | 19:38  | Salto con l'asta       |
| 4 | 20:04  | 400 metri ostacoli     |
| 5 | 20:13  | 100 metri              |
| 6 | 20:15  | Salto in alto          |
| 7 | 20:22  | 400 metri              |
| 8 | 20:40  | 5000 metri             |
| 9 | 21:05  | 100 metri ostacoli     |

     Specialità valide per la Diamond League

## Risultati
Di seguito i primi tre classificati di ogni specialità.

### Uomini
| Specialità       |                   | Prestazione | 2º classificato         | Prestazione | 3º classificato             | Prestazione |
| 200 m            | Julian Forte      | 19"97       | Adam Gemili             | 19"97       | Churandy Martina            | 19"98       |
| 400 m            | Luguelín Santos   | 45"02       | Jonathan Borlée         | 45"55       | Dylan Borlée                | 45"61       |
| 800 m            | Adam Kszczot      | 1'44"36     | Kipyegon Bett           | 1'44"44     | Amel Tuka                   | 1'44"54     |
| 1500 m           | Timothy Cheruiyot | 3'31"34     | Abdelaati Iguider       | 3'31"40     | Asbel Kiprop                | 3'31"87     |
| 3000 m siepi     | Conseslus Kipruto | 8'03"94     | Evan Jager              | 8'04"99     | Mahiedine Mekhissi Benabbad | 8'08"99     |
| 110 m ostacoli   | Orlando Ortega    | 13"08       | Pascal Martinot-Lagarde | 13"12       | Wilhem Belocian             | 13"32       |
| Salto in alto    | Erik Kynard       | 2.32 m      | Mutaz Essa Barshim      | 2.32 m      | Robbie Grabarz              | 2.32 m      |
| Salto in lungo   | Luvo Manyonga     | 8.48 m      | Fabrice Lapierre        | 8.17 m      | Jarrion Lawson              | 8.04 m      |
| Lancio del disco | Daniel Ståhl      | 65.78 m     | Piotr Małachowski       | 65.27 m     | Lukas Weißhaidinger         | 64.73 m     |

     Atleti al primo posto della classifica di specialità

### Donne
| Specialità             |                   | Prestazione | 2º classificato    | Prestazione | 3º classificato         | Prestazione |
| 100 m                  | Elaine Thompson   | 10"72       | Dafne Schippers    | 10"97       | Christania Williams     | 11"09       |
| 400 m                  | Caster Semenya    | 50"40       | Courtney Okolo     | 50"51       | Stephenie Ann McPherson | 50"51       |
| 5000 m                 | Almaz Ayana       | 14'18"89    | Hellen Obiri       | 14'25"78    | Senbere Teferi          | 14'29"82    |
| 100 m ostacoli         | Jasmin Stowers    | 12"78       | Anne Zagre         | 12"82       | Nadine Hildebrand       | 12"83       |
| 400 m ostacoli         | Cassandra Tate    | 54"47       | Sara Petersen      | 54"60       | Kaliese Spencer         | 55"05       |
| Salto in alto          | Nafissatou Thiam  | 1.93 m      | Levern Spencer     | 1.93 m      | Inika McPherson         | 1.93 m      |
| Salto con l'asta       | Sandi Morris      | 5.00 m      | Katerina Stefanidi | 4.76 m      | Nicole Büchler          | 4.58 m      |
| Salto triplo           | Caterine Ibargüen | 14.66 m     | Olga Rypakova      | 14.41 m     | Patrícia Mamona         | 14.16 m     |
| Getto del peso         | Michelle Carter   | 19.98 m     | Valerie Adams      | 19.57 m     | Anita Márton            | 19.11 m     |
| Lancio del giavellotto | Madara Palameika  | 66.18 m     | Barbora Špotáková  | 63.78 m     | Kara Winger             | 61.68 m     |

     Atlete al primo posto della classifica di specialità
     Prestazione che stabilisce il nuovo record del meeting.